# عمر بينسون ميلر
عمر بينسون ميلر (بالإنجليزية: Omar Benson Miller)‏ مواليد 7 أكتوبر 1978 في ديترويت، ميشيغان، هو ممثل أمريكي بدأ مسيرته الفنية عام 1999.

## الأعمال

### أفلام
- 8 أميال
- الفطيرة الأمريكية: معسكر الفرقة
- قانون
- أشياء فقدناها في الحريق
- المتحولون
- سي إس آي: ميامي
- جبهة داخلية

## روابط خارجية
- عمر بينسون ميلر على موقع IMDb (الإنجليزية)
- عمر بينسون ميلر على موقع روتن توميتوز (الإنجليزية)
- عمر بينسون ميلر على موقع قاعدة بيانات الأفلام العربية
- عمر بينسون ميلر على موقع ألو سيني (الفرنسية)
- عمر بينسون ميلر على موقع أول موفي (الإنجليزية)
- عمر بينسون ميلر على موقع قاعدة بيانات الأفلام السويدية (السويدية)
- عمر بينسون ميلر على موقع قاعدة بيانات الفيلم (الإنجليزية)
- عمر بينسون ميلر على موقع كينوبويسك (الروسية)